# Sigma Pavonis
Sigma Pavonis är en orange jätte i Påfågelns stjärnbild.
Stjärnan har visuell magnitud +5,41 och är synlig för blotta ögat vid god seeing. Den befinner sig på ett avstånd av ungefär 300 ljusår.